# 広島県立可部高等学校
広島県立可部高等学校（ひろしまけんりつ かべ こうとうがっこう）は広島県広島市安佐北区可部東に所在する公立の高等学校。

## 設置学科
- 全日制課程 普通科
- 定時制課程 普通科 (夜間)

## 沿革
- 1912年（明治45年） 可部町立実科高等女学校として設立認可。
- 1924年（大正13年）11月 安佐郡可部町外八か村組合立に変更し、広島県可部実科高等女学校と改称する[1]。
- 1926年（大正15年） 広島県立可部高等女学校と改称する。
- 1948年（昭和23年） 学制改革により広島県立可部高等学校と改称する。
- 1948年（昭和23年） 定時制夜間課程を併設する。
- 1949年（昭和24年） 広島県可部高等学校と改称し、総合高校（普通科・生活科・商業科）として発足。
- 1955年（昭和30年） 商業科を廃止。
- 1963年（昭和38年） 家庭科を廃止。それに伴い、普通科甲乙となる。
- 1968年（昭和43年） 広島県立可部高等学校と改称する。
- 1971年（昭和46年） 全日制普通科甲の募集停止。
- 1972年（昭和47年） 普通教室４階建て増築
- 1977年（昭和52年） 普通教室５階建て改築
- 1979年（昭和54年） 本館４階建て建築
- 1982年（昭和56年） 中校舎４階建て建築
- 1987年（昭和62年） 体育館・格技場新築
- 1994年（平成06年） エレベーター、トレーニングルーム新設
- 2003年（平成15年） 現代コミュニケーションコース設置
- 2008年（平成20年） 河川拡張工事により、寺山地区に全面移転
- 2010年（平成22年） 現代コミュニケーションコース廃止

## 部活動
- アーチェリーの強豪校として有名。毎年全国大会に出場。過去に優勝経験も何度かあり、トップ選手の輩出もしている。
- 第90回全国高等学校野球選手権記念広島大会3回戦進出。2回戦では、創部90周年目に甲子園出場を狙う瀬戸内高校と対戦。3回戦で甲子園最多優勝回数（当時）を誇る広島商業高校と対戦し0対10と5回コールド負け。9年振りとなるベスト8入りを果たすことは出来なかった。
- 野球部OBである濱岡秀輔(名桜大学 - 整形外科てるクリニック)が2015年11月28日に行われたBCリーグのドラフト会議にて福井ミラクルエレファンツより2巡目で指名を受けた。
- ソフトボール部は近年広島県大会準決勝出場を決めるなど意欲的に活動している。

体育系
- サッカー部
- 柔道部
- 剣道部
- 卓球部
- 陸上部
- ソフトボール部
- テニス部
- 野球部
- バスケットボール部（男子）
- バスケットボール部（女子）
- バレーボール部（男子）
- バレーボール部（女子）
- アーチェリー部
- ソフトボール部
- バドミントン部
- ダンス部

文化系
- 書道部
- 文芸部
- 茶道部
- 華道部
- 手芸部
- 英語研究部
- 放送部
- 写真部
- 吹奏楽部
- 美術部
- 生物部
- 囲碁将棋部
- 神楽部

## 著名な出身者
- 加納竜 - 俳優
- 栗原貞子 - 詩人
- 谷川一彦 - 漫画家、アニメーター
- 中川敏宏 - 民法学者、専修大学法学部教授
- 土井よしお（ワンダラーズ） - 漫才コンビ
- 沖本達也（ワンダラーズ） - 漫才コンビ
- 大下昌之 - 声優
- 中島尚樹 - 広島ローカルタレント